# Avenida da Liberdade

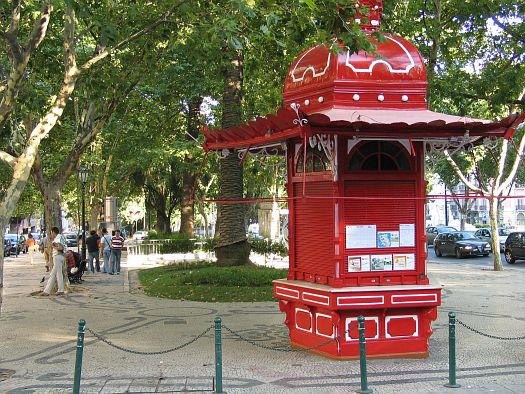
Quiosc de l'Avenida da Liberdade

L'Avenida da Liberdade (nom portuguès, literalment Avinguda de la Llibertat) és una avinguda central de la ciutat de Lisboa.
Després del terratrèmol del 1755, el marquès de Pombal creà el Passeio Público (Passeig Públic) a l'àrea actualment ocupada per la part inferior de l'Avenida da Liberdade i la Praça dos Restauradores (Plaça dels Restauradors). Tot i el nom, era envoltat per murs i portals per on només hi passaven els membres de l'alta societat. El 1821, quan els liberals arribaren al poder, els murs foren ensorrats i el passeig s'obrí a tothom.
L'avinguda que avui es pot contemplar fou construïda del 1879 al 1882, a l'estil dels Camps Elisis de París. La gran avinguda plena d'arbres es convertí en un centre de celebracions, festivitats i manifestacions. Inclou un monument als que moriren a la Primera Guerra Mundial. L'avinguda encara conserva una certa elegància, amb fonts i esplanades sota els arbres. Actualment uneix la Praça do Marquês de Pombal amb la Praça dos Restauradores.
Algunes de les mansions originals han estat preservades, com el cinema neoclàssic Tivoli, amb un quiosc dels anys 20 a l'exterior, però malauradament moltes de les façanes d'estil noucentista han estat transformades en edificis d'oficines, hotels o complexos comercials.